# 舊庫季
48°16′44″N 25°9′38″E / 48.27889°N 25.16056°E
舊庫季（烏克蘭語：Старі Кути），是烏克蘭的村落，位於該國西部伊萬諾-弗蘭科夫斯克州，由科索夫區負責管轄，始建於1448年，面積23平方公里，2001年人口5,288，人口密度每平方公里229.9人。